# Хошич, Дженан
Дженан Ахмед Хошич (босн. Dženan Ahmed Hošić; род. 13 июля 1976, Сараево) — боснийский футболист, защитник.

## Биография
Спортивная карьера Хошича началась в фарм-клубе «Сараево», из которого он перешёл в основную команду. В 2000 году он перешёл в «Анжи», где дебютировал в Кубке УЕФА. В чемпионате Польши дебютировал в цветах «Яворно» 15 марта 2003 года в матче против «Островец-Свентокшиски». После трёх сезонов в «Яворно» он перешёл в клуб из второй лиги, «Заглембе Сосновец», где сразу стал основным игроком. В польском первом дивизионе он сыграл в 39 матчах и не забил ни одного гола. В конце сезона 2007/08 он отправился на родину. В 2009 году после годичного перерыва он вернулся в «Заглембе Сосновец».
Во время игры за польские клубы Хошич не играл в еврокубках. Как и его соотечественники Хадис Зубанович и Адмир Аджем, в течение двух лет Хошич в составе клуба боролся за выход в высшую лигу, и до конца сезона 2007/08 им это удалось.
15 марта 2000 года сыграл за национальную сборную Боснии и Герцеговины один товарищеский матч против Иордании, его команда выиграла со счётом 2:1.